# V. Mithridatész pontoszi király
V. Mithridatész Euergetész (görögül Μιθριδάτης Ευεργέτης, ? – Szinópé, Kr. e. 121) az ókori anatóliai Pontosz királya Kr. e. 156-tól haláláig, I. Pharnakész fia volt. Nagybátyját, IV. Mithridatész Philopatórt követte a trónon.
V. Mithridatészre vonatkozóan csak nagyon kevés információval rendelkezünk. Trónszerzésének és apja halálának időpontja is kérdéses. Ő volt az első pontoszi uralkodó, aki kapcsolatba lépett a Római Köztársasággal. Már a harmadik pun háborúban (Kr. e. 149–146) néhány hajóval és némi segéderővel segítette a rómaiakat, majd komolyabb segítséget nyújtott nekik Arisztonikosz pergamoni trónkövetelő leverésében (Kr. e. 131–129). Érdemeiért Manius Aquilius consul neki adományozta Phrügiát, amit haláláig megtarthatott annak ellenére, hogy a senatus utóbb érvénytelenítette Aquilius intézkedéseit, mivel állítólag megvesztegették.
Szinópéban ölték meg Kr. e. 121 körül egy szolgái által szervezett összeesküvésben; a trónon Laodiké nevű feleségétől származó fia, Mithridatész követte.